# Comedian Harmonists
Comedian Harmonists é um grupo de música vocal alemão formado em 29 de dezembro de 1927, sendo um dos grupos musicais mais antigos já formados.
Composto originalmente por Robert Biberti, Erich A. Collin, Erwin Bootz, Roman Cycowski, Harry Frommermann e Asparuh Leschnikoff, o grupo calca sua sonoridade na música erudita com toques de comédia. Em mais de oitenta anos de existência, o grupo compôs grandes sucessos como Mein kleiner grüner Kaktus (Meu pequeno cacto verde), Ein Lied geht um die Welt (Uma canção dá a volta ao mundo) e Veronika, der Lenz ist da (Verônica, a primavera chegou) e fizeram sua estreia no Teatro Municipal de Berlin. Nos anos antecedentes a II Guerra Mundial conquistaram um grande público por toda a Europa.

## História

### Formação
Harry Frommermann, no início de 1928, era aluno de teatro e completava seus 18 anos, quando resolve colocar um anúncio no jornal de sua cidade, Berlin. Neste anúncio, procurava cantores com o intuito de formar um grupo vocal, no mesmo estilo do Revelers americano, que acabara de surgir nos EUA. Muitos candidatos responderam, mas somente Robert Biberti, com uma extraordinária Voz de Baixo conseguiu convenser Frommermann.
Passado algum tempo, Biberto troucerá outros dois colegas que pertenciam ao Teatro Municipal, o Búlgaro Ari Leschnikoff (tenor) e o Polonês Roman Cycowski (barítono). Em março de 1929, Erich A. Collin entrou no grupo seguido de Erwin Bootz (Pianista). Com esses integrantes o Comedian Harmonists estava completo. Após meses de ensaio para aperfeiçoar a música, os estilos e as vozes, além da apresentação, decidiram colocar um toque cômico, mas elegante, combinando com os anos 20. Como acontece com qualquer novo cantor ou banda, tiveram que abrir caminho começando por pequenos shows e pequenos cachês.
Os membros do 1º Comedian Harmonists foram:
| Ari Leschnikoff   | (1897–1978) | Primeiro Tenor |
| Erich A. Collin   | (1899–1961) | Segundo Tenor  |
| Harry Frommermann | (1906–1975) | Tenor bufo     |
| Roman Cycowski    | (1901–1998) | Barítono       |
| Robert Biberti    | (1902–1985) | Baixo (voz)    |
| Erwin Bootz       | (1907–1982) | Pianista       |

### O Sucesso
Em uma tentativa de apresentação no renomado “Scala” foi um desastre. Tiveram que ouvir que o local era para diversão e não uma agência funerária. No entanto, a sorte do sexteto mudou quando Erik Charell, espécie de rei dos espetáculos de variedade, os ouviu pela primeira vez. Após uma apresentação em Hamburgo começou o sucesso. A partir desse momento, onde quer que se apresentassem era um sucesso garantido, a casa estava sempre lotada, as rádios começaram a transmitir os concertos e fecharam um contrato com uma gravadora.
| “ | Os gritos, o entusiasmo do público - eu fiquei admirado. | ” |

Não apenas a forma de cantar era diferente, mas a reação que o público tinha também. Foi ao Comedian Harmonists os primeiros gritos histéricos, o grande “auê” do público. Em 1930 foram cantar em Amsterdã, na Holanda. No filme "Os três do posto de gasolina" eles entoaram Ein Freund, ein guter Freund (Um amigo, um bom amigo), melodia que fora assobiada ao longo de bons tempos nas ruas. Em 1932 realizaram um concerto na Filarmônica de Berlin, onde acabaram conquistando o público também na música Erudita.

### Nacional-socialismo poem fim ao Sexteto
Inicialmente o Comedian Harmonist não encarou o Nacional-Socialismo como uma ameaça, protegidos que estavam com a popularidade. No entanto, logo após Hitler assumir o poder, em 1933, a situação ficou complicada, pois 3 dos rapazes eram Judeus. Algumas apresentações foram canceladas, a companhia cinematográfica UFA não mais os convidava para apresentações e filmagens. Depois que o ministro da propagando, Joseph Goebbels proibiu apresentações públicas de judeus, em março de 1934, não restou nada a fazer senão despedir-se do público com um concerto em Munique.

### Divisão do Grupo
Houve então um desentendimento entre os judeus e não-judeus do grupo. Apresentações no exterior pareciam ideais, quando havia convites de EUA e Noruega. Através de um show no porta-aviões "Saratoga", os Comedian Harmonists tornaram-se conhecidos também nos Estados Unidos.
Apesar do êxito no exterior, o sexteto regressou à Alemanha. Biberti, Bootz e Leschnikoff tornaram-se membros da Cârmara da Cultura do Reich em 1935, uma instituição a que havia que filiar-se para conseguir sobreviver como artista. Com isso, estava selada a divisão e o destino dos músicos. Frommermann, Cycowski e Collin - os judeus - tiveram que abandonar a Alemanha com suas famílias. O último show da banda foi em Hanôver, em 25 de março de 1934 e com ele foi o fim dos Comedian Harmonists.

### Recomeço
Frommermann, Cycowski, Collin posteriormente formaram um novo grupo, que realizou trabalhos sob o  nome de “Comedian Harmonists” e “Comedy Harmonists”, com um novo pianista, baixista, tenor e alto.
Frommermann, Cycowski, Collin e posteriormente fugiu da Alemanha e formou um novo grupo, que realizou sob os nomes "Harmonists Comediante" e "Comedy Harmonists" com um novo pianista, baixo e tenor. Os outros membros da Alemanha, formaram um grupo sucessor chamado "Das Meistersextett" (as autoridades proibiram um nome em Inglês), mas nenhum grupo foi capaz de alcançar o sucesso original do Harmonists Comediante.
O grupo permaneceu esquecido até que Eberhard Fechner, cineasta, criou um documentário de quatro horas de televisão em preto-e-branco, no qual entrevistou os artistas, que estavam espalhados por todo o mundo. O documentário foi ao ar durante duas noites em alemão em 1975 e causou um ressurgimento do interesse na música dos The Comedian Harmonists, com seus registos lançados em vinil.
Nos dias de hoje existem vários grupos que levam o nome de Comedian Harmonists, sendo o mais renomado o “Berlin Comedian Harmonists”.

## Discografia
- Ah Maria, Mari
- Ali Baba
- An der schönen blauen Donau
- Auf dem Heuboden
- Auf Wiedersehen, my Dear
- Baby
- Barcarole
- Bin kein Hauptmann, bin kein großes Tier
- Blume von Hawaii
- Creole Love Call by Duke Ellington
- Das ist die Liebe der Matrosen
- Der Onkel Bumba aus Kalumba tanzt nur Rumba
- Die Dorfmusik
- Die Liebe kommt, die Liebe geht
- Du bist nicht die Erste
- Ein bißchen Leichtsinn kann nicht schaden
- Ein Freund, ein guter Freund
- Ein Lied geht um die Welt
- Ein neuer Frühling wird in die Heimat kommen
- Eine kleine Frühlingsweise
- Einmal schafft's jeder
- Eins, zwei, drei und vier, glücklich bin ich nur mit dir
- Es führt kein and'rer Weg zur Seligkeit
- Florestan 1., Prince De Monacco
- Fünf-Uhr-Tee bei Familie Kraus
- Gitarren, spielt auf
- Guten Tag, gnädige Frau
- Hallo, was machst Du heut', Daisy?
- Ich küsse Ihre Hand, Madam
- In einem kühlen Grunde
- Irgendwo auf der Welt
- Kannst Du pfeifen, Johanna?
- Mein lieber Schatz, bist du aus Spanien?
- Mein kleiner grüner Kaktus
- Puppenhochzeit
- Schlafe, mein Prinzchen, schlaf ein
- Schöne Isabella von Kastilien
- Schöne Lisa, süße Lisa
- Ungarischer Tanz Nr. 5
- Veronika, der Lenz ist da
- Wenn die Sonja russisch tanzt
- Wenn der Wind weht über das Meer
- Wenn ich vergnügt bin, muß ich singen
- Whispering
- Wir sind von Kopf bis Fuß auf Liebe eingestellt
- Wochenend und Sonnenschein

## Filmografia
Em 1997, foi produzido um filme bibliográfico alemão intitulado Comedian Harmonists (The Harmonists na versão americana).